# Cecil James Williams
Cecil James Williams, britanski general, * 1898, † 1948.